# Claude Gouffier
Pour les autres membres de la famille, voir Famille Gouffier.

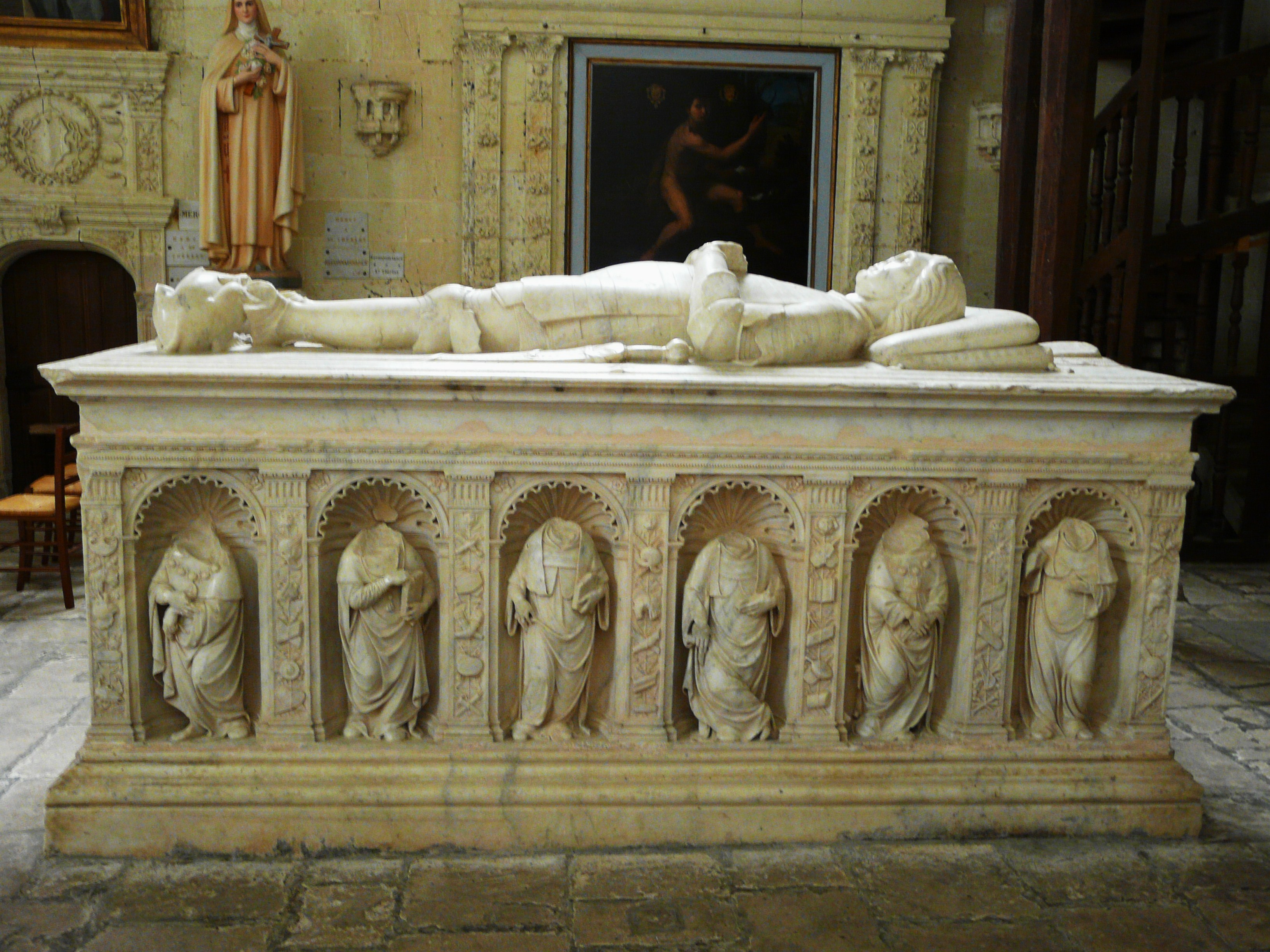
Gisant de son père, Artus Gouffier, dans la collégiale d’Oiron, le gisant de Claude est juste derrière.

Claude Gouffier, né en 1500 ou 1501 à Boisy (Pouilly-les-Nonains) et mort après le 12 décembre 1570 à Villers-Cotterêts, est un courtisan français, grand écuyer de France du 22 octobre 1546 à sa mort.
Il fut seigneur de Boisy, de St-Loup et d’Oiron, duc de Roannais, comte d'Étampes et de Caravas et de  et Grand écuyer de France.
Il aurait très certainement inspiré à Charles Perrault, le personnage du Marquis de Carabas dans le Le Chat botté.

## Biographie

### Enfance
Claude Gouffier est né en 1500 ou 1501, issu de la famille Gouffier, solidement installée à la cour, il est le fils aîné d'Artus Gouffier de Boisy (1474-1519), Grand maitre de France et gouverneur du futur François Ier, ainsi que d'Hélène d'Hangest († 1537), issue de la noblesse picarde. 

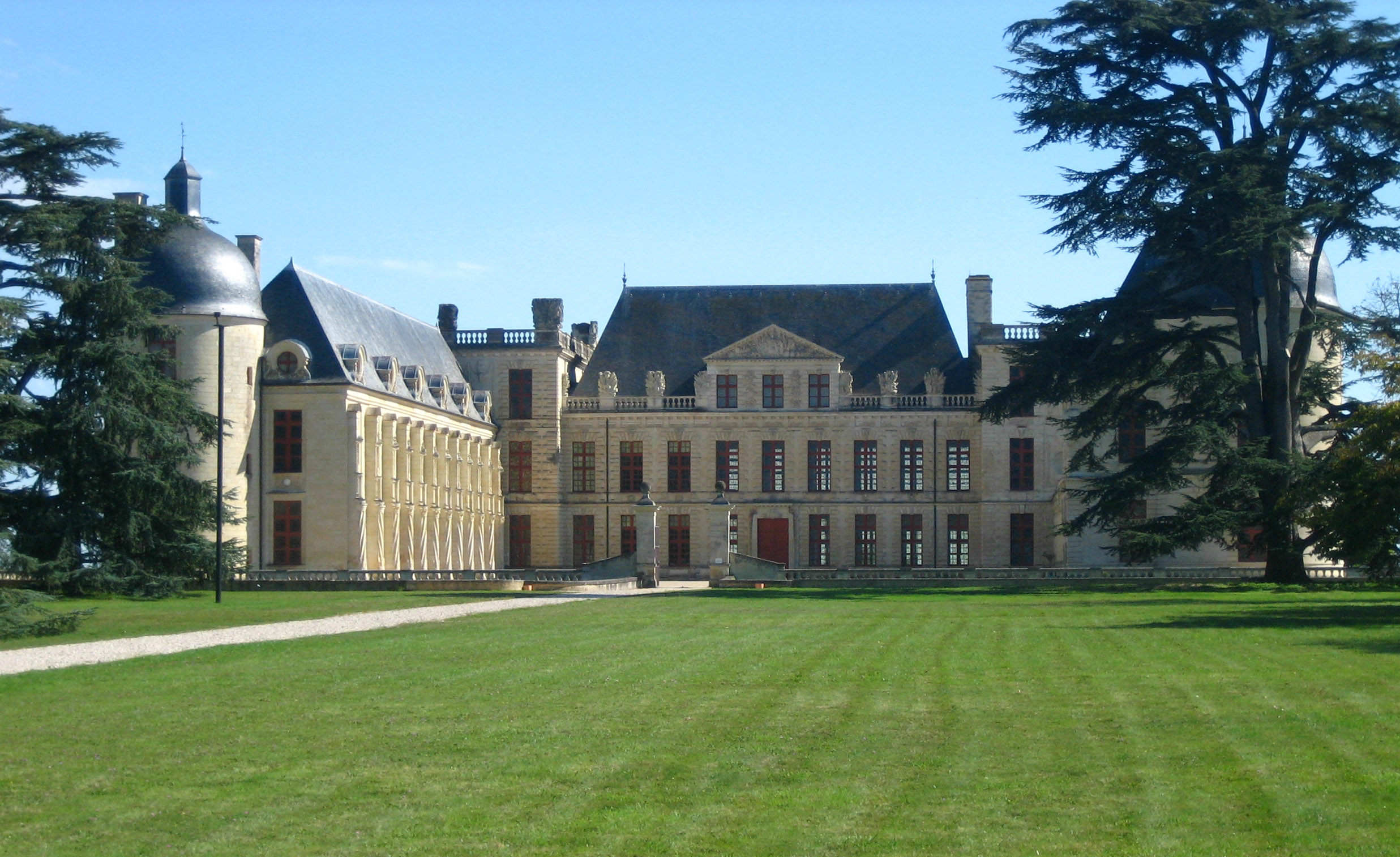
Le Château d'Oiron où Claude a notamment fait érigée la partie gauche.

### La bataille de Pavie et ses suites
Comme l'était son père et l'est son oncle, Claude est très proche du roi, il l'accompagne à la bataille de Pavie, cette bataille qui se déroule lors de la sixième guerre d'Italie qui oppose François Ier à son rival de toujours, l'empereur du St Empire, Charles Quint.
Cette bataille tourne cependant vite à la catastrophe pour les français, largement battus, François Ier est fait prisonnier tout comme Claude et Guillaume II Gouffier est tué.

### De premier gentilhomme à grand écuyer
Claude Gouffier profite du prestige de son père, pour se faire une place de choix à la cour, mais il n'est pas très proche de François Ier et doit n'obtient que des fonctions sans équivalence par rapport à celle de son père.
Cependant, dès 1535 il est nommé premier gentilhomme de France puis devient capitaine des cent gentilhomme de la maison du roi en 1545. Enfin, le 22 octobre 1546 il devient grand écuyer de France, titre qu'il gardera jusqu'à sa mort en 1570 et qui est le plus prestigieux de sa vie et dont les références à sa charge, sont présentes au sein du château d'Oiron.

### Le château d'Oiron
Claude Gouffier, hérite comme on l'a dit plus haut, de la seigneurie de Oiron, où la famille possède un château, qu'il va grandement modifier. Le faisant passer d'un logis médiéval à un château Renaissance.
Claude décida de faire ériger une galerie Renaissance dû à son amour pour les arts de la Renaissance, c'est certainement à la suite de son emprisonnement en Italie après la bataille de Pavie en 1525 qu'il aurait vu dans une villa italienne une galerie ressemblante à celle-ci et que l'idée lui serait ensuite venue de faire construire cette galerie.

Érigée entre 1546 et 1549 et longue de plus de 55 mètres, la galerie débute par une cheminée, qui est un hommage à François Ier, où l'on peut voir l'inscription marquée ci-dessous :

« A François de Valois, roi des Français, prince très chrétien, très invincible et très puissant, doué de la plus haute et plus exceptionnelle prudence, vaillante, justice et autres qualités d'âme et de caractère que chacun peut admirer, eu égard à l'intégrité de sa parole et de sa conduite, à sa clémence envers les siens, à son gouvernement excellent et heureux en temps de paix comme en temps de guerre, après avoir célébré autant de triomphes qu'il a mis en déroute d'armée ennemies... »

Les peintures de la galerie, racontent la guerre de Troie, avec l'Iliade puis le début de l'Énéide, trois scènes ne racontent pas cette guerre, deux montrant les enfers et le chien Cerbère et le huitième des douze travaux d'Hercule où il doit ramener les juments de Diomède au roi d'Argos, Eurysthée. Ces peintures auraient été refaites après un incendie ayant gravement endommagé le château en 1627.
Claude acquit une importance notable à la cour notamment sous le règne d'Henri II et de ses successeurs, jouissant d'un certain prestige auprès de Catherine de Médicis.
Preuve de son importance, il accueille au moins deux fois la cour au château, la première fois, celle d'Henri II en 1551, avec notamment Catherine de Médicis et Diane de Poitiers, puis une autre fois, Charles IX et Catherine de Médicis en septembre 1565, lors de leur Grand Tour de France.

### Dernière années et mort
Les dernière années de la vie de Claude Gouffier sont compliquées, il est fait prisonnier pendant les guerres de religion et le château est pillé en septembre 1568 et à nouveau en octobre 1569, par les Huguenots lors de la 3e guerre de Religion, avant la bataille de Moncontour.

Il meurt à Villers-Cotterêts, après le 12 décembre 1570, son gisant est aujourd'hui visible à la collégiale d'Oiron, derrière celui de son père, Artus.

Blason de la Famille Gouffier

### Mariage et descendance
Claude Gouffier a eu cinq épouses, avec lesquelles il a dix enfants :
- mariage le 13 janvier 1526 à Saint-Denis avec Jacqueline de La Trémoille (1510-1544 ; cf. l'article Louis de La Trémoïlle), avec laquelle il aura une fille, Claude Gouffier (ca. 1526-1565), dame d'honneur de Catherine de Médicis qui se mariera en 1549 avec Léonor Chabot, successeur de son père en tant que Grand Écuyer. Jacqueline tentera de l'empoisonner en 1535 et sera condamnée à la prison à vie.
- mariage le 13 décembre 1545 au château du Louvre avec Françoise de Brosse (1515-1558), fille de René de Brosse, comte de Penthièvre avec laquelle il aura 3 enfants : Gilbert (1553-1582), Artus II (1555-?) et Claude Gouffier (1556-1618)
- mariage le 25 juin 1559 à Blois avec Marie de Gaignon (1530-1565) (Musée Condé de Chantilly), dame d'honneur de Marie Stuart, avec laquelle il aura 6 enfants : François (1560-?), Charles (1561-?), Louis (1562-?), Paul (1563-?), Léon (1564-?) et Claude Gouffier (1565-?)
- mariage le 5 janvier 1567 avec Claude de Beaune († 1568 ; petite-fille de Jacques), dame d'honneur de Catherine de Médicis : pour ce mariage, il se voit octroyer 30 000 livres par Charles IX
- mariage en 1569 avec Antoinette de Maillé de La Tour-Landry (1532-1585 ; Maison de Maillé de La Tour-Landry), dame d'honneur de Catherine de Médicis et d'Élisabeth d'Autriche

## Terres et titres
Par son père, il est seigneur d'Oiron, capitaine d'Amboise de Chinon et bailli de Vermandois en 1519 puis seigneur de Boisy en 1524 mais aussi comte de Maulévrier (érigé par François Ier en 1542).
Il hérite également la baronnie de Pouzaugues de sa sœur Hélène Gouffier, veuve de Louis de Vendôme-Chartres et Chabanais, morte sans descendance.
De son mariage en 1545 avec Françoise de Brosse, il obtient en dot en 1551, la baronnie de Palluau, qui entre dans la possession de la famille.
En Poitou, il achète pour 40 000 livres en 1541, la châtellenie de Merle-Fougereuse.

## Distinction
- Chevalier de l'ordre de Saint-Michel (1533)[9]